# Pedro Miguel Oliveira Alves
Pedro Miguel Oliveira Alves (sinh ngày 18 tháng 1 năm 1996) là một cầu thủ bóng đá người Bồ Đào Nha thi đấu cho Vilaverdense, ở vị trí tiền vệ.

## Sự nghiệp bóng đá
Ngày 5 tháng 3 năm 2016, Alves có màn ra mắt cho Sporting Braga B trong trận đấu tại LigaPro 2015–16 trước Portimonense.